# Tyrebagger
Tyrebagger (auch Dyce genannt) ist ein Steinkreis des Typs Recumbent Stone Circle (RSC) von etwa 20 m Durchmesser. Merkmal der RSC ist ein „liegender Stein“ begleitet von zwei stehenden, hohen, oft spitz zulaufenden „Flankensteinen“, die sich innerhalb des Kreises oder nahe dem Kreis befinden. 
Tyrebagger liegt auf dem zu den Grampians gehörenden Tyrebagger Hill (dt. Feld der Eicheln), zwischen dem „Kirkhall Industrial Estate“, am Flughafen von Aberdeen und Blackburn in Dyce in der schottischen Council Area Aberdeenshire. RSC-Kreise wurden zwischen 2300 und 1800 v. Chr. errichtet.
Die flankierenden Pfeiler des schräg liegenden (verkippten) 24 t schweren und 3,3 m langen „liegenden Steins“  sind 3,3 und 2,9 m hoch. Die übrigen acht Steine des Kreises variieren in der Höhe von etwa 2,5 bis weniger als 0,9 m, gegenüber dem liegenden Stein, im Norden. Laut einem Bericht von 1875 gab es noch einen konzentrischen Innenkreis und einen weiteren kleineren, außerhalb liegenden Steinkreis.